# Gummo (Lied)
Gummo (Eigenschreibweise: GUMMO) ist ein Lied des US-amerikanischen Rappers 6ix9ine aus dem Jahre 2017. Die erste Singleauskopplung seines Mixtapes Day69 wurde vom Interpreten selbst zusammen mit TrifeDrew geschrieben sowie von Pi'erre Bourne produziert.

## Hintergrund
Gummo basiert auf einem Beat, welcher von Pi'erre Bourne ursprünglich für den Rapper Trippie Redd bereitgestellt wurde. Dieser gab das Instrumental jedoch an den damals befreundeten 6ix9ine weiter, der auf diesem sein Lied aufnahm. Bourne zeigte sich im Anbetracht der kontroversen und mitunter kriminellen Historie des Musikers jedoch nicht begeistert von der nicht vorgesehenen Umbesetzung und wollte nicht mit diesem assoziiert werden. Er veranlasste, seinen Producer Tag aus der Aufnahme zu streichen, und beendete darüber hinaus sämtliche Kollaborationen mit Redd.
Neben einer Soloversion von Gummo befindet sich auch ein zusammen mit dem erfolgreichen Rapper Offset aufgenommener Remix auf Day69.

## Musik und Text
Bei Gummo handelt es sich um ein Crossover der beiden Hip-Hop-Subgenres Trap und Gangsta-Rap. Während der Beat durch die Auswahl an 808-Bass Drums, Hi-Hats, Claps und weicher Synthesizer ersterem Stil zuzuordnen ist, entspricht der aggressive, laute und gewalttätige Rap 6ix9ines dem zweitgenannten. Zusätzlich sind zu Beginn des Liedes Schüsse zu hören. Inhaltlich dreht sich der Song um ein hartes und von Brutalität geprägtes Leben eines US-amerikanischen Stadtviertels. Der Musiker rappt davon, wie an diesem Ort – teilweise von ihm selbst, teilweise von dritten Personen – immer wieder ohne zu zögern und ohne Vorwarnung geschossen und getötet wird, daneben schildert er, dass er eine sexuelle Affäre mit der Freundin des Zuhörers führt, die ausschließlich auf Oralsex basiert, für die er ansonsten jedoch keine Gefühle hegt.

## Musikvideo
Das Musikvideo zu Gummo spielt in einem urbanen Setting in Brooklyn und zeigt 6ix9ine, wie er gemeinsam mit einer großen Gruppe anderer Leute vor einem Häuserblock mosht. Teilweise tragen er und andere Anwesende dabei Bandanas. Die Akteure formen unter anderem Gangzeichen mit ihren Händen, nehmen Selfies mit Smartphones auf und ahmen mit ihren Armen den Gebrauch von Schusswaffen nach. Der Interpret tanzt zudem vor einem Polizeiauto, auf dessen Motorhaube große Säcke mit Marijuana liegen. Die am Anfang zu hörenden Schüsse werden visualisiert, indem neben dem Songtitel stilisierte Blutspritzer und Einschusslöcher eingeblendet werden. Erstgenannte überlagern darüber hinaus auch mehrere andere Szenen des Videoclips.

## Kritik
Gummo erhielt überwiegend positive Kritiken. Oftmals wurde es als Highlight des Mixtapes Day69 in Rezensionen desselben dargestellt, und manche Kritiker empfanden mitunter, dass das Gesamtwerk die hohen Erwartungen dieser Single nicht erfüllen konnte. Hervorgehoben wurde dabei insbesondere der laute Rap, der an Lil Jon oder Limp Bizkit erinnere, sowie die Energie und die rebellische und brutale Attitüde des Musikers, die zum einen Liebhaber des Oldschool Hip-Hop herausfordere und provoziere, zum anderen jedoch aus der Bewegung des Soundcloud-Raps heraussteche. Man erkannte in seinem Stil eine innovative, kreative Vision. Aufgrund seiner überschaubaren Laufzeit würde der Titel zudem nicht langweilig werden. Besonders gelobt wurde auch die atmosphärische, düstere und eingängige Beatproduktion von Pi'erre Bourne. Kritisiert wurde allerdings 6ix9ines häufige Verwendung des Wortes „nigga“, ohne selbst afroamerikanisch zu sein.

## Kommerzieller Erfolg

### Chartplatzierungen
Gummo bedeutete für 6ix9ine den kommerziellen Durchbruch in den USA. Dort gelang es dem Lied, Platz 12 der Billboard Hot 100 zu erreichen. Ebenfalls war es in den Canadian Hot 100 vertreten, wo es auf Position 32 kletterte und Platinstatus erzielte.
| ChartsChartplatzierungen       | Höchstplatzierung | Wochen |
| ------------------------------ | ----------------- | ------ |
| Vereinigte Staaten (Billboard) | 12 (20 Wo.)       | 20     |

| ChartsJahrescharts (2018)      | Platzierung |
| ------------------------------ | ----------- |
| Vereinigte Staaten (Billboard) | 56          |

### Auszeichnungen für Musikverkäufe
| Land/Region               | Auszeichnungen für Musikverkäufe (Land/Region, Auszeichnung, Verkäufe) | Verkäufe  |
| ------------------------- | ---------------------------------------------------------------------- | --------- |
| Frankreich (SNEP)         | Gold                                                                   | 100.000   |
| Kanada (MC)               | Platin                                                                 | 80.000    |
| Mexiko (AMPROFON)         | Gold                                                                   | 30.000    |
| Neuseeland (RMNZ)         | Platin                                                                 | 30.000    |
| Niederlande (NVPI)        | Gold                                                                   | 40.000    |
| Polen (ZPAV)              | Platin                                                                 | 25.000    |
| Vereinigte Staaten (RIAA) | 2× Platin                                                              | 2.000.000 |
| Insgesamt                 | 4× Gold · 4× Platin ·                                                  | 2.305.000 |